# Lugulu (ort)
Lugulu är en ort i Kenya.   Den ligger i länet Busia, i den västra delen av landet, 300 km nordväst om huvudstaden Nairobi. Lugulu ligger 1 275 meter över havet och antalet invånare är 40 894.
Terrängen runt Lugulu är huvudsakligen platt. Lugulu ligger uppe på en höjd. Runt Lugulu är det tätbefolkat, med 442 invånare per kvadratkilometer. Lugulu är det största samhället i trakten. Omgivningarna runt Lugulu är en mosaik av jordbruksmark och naturlig växtlighet.